# Jesper Nielsen (Handballspieler)
Jesper Claes Martin Nielsen (* 30. August 1989 in Norrköping) ist ein schwedischer Handballspieler.

## Karriere
Jesper Nielsen begann mit dem Handball bei Norrköpings AIS, über HP Warta kam er 2008 zum IK Sävehof, mit dem er 2010, 2011 und 2012 die schwedische Meisterschaft gewann. In der Saison 2012/13 wurde er sowohl in das Allstarteam der schwedischen Elitserie gewählt als auch als bester Abwehrspieler der Saison ausgezeichnet. Zur Saison 2013/14 wechselte der 2 Meter große Kreisläufer zum deutschen Bundesligisten Füchse Berlin, mit dem er 2014 den DHB-Pokal gewann. 2015 wurde er Vereinsweltmeister und gewann den EHF-Pokal 2015. Im Sommer 2016 schloss er sich dem französischen Erstligisten Paris Saint-Germain an. Mit Paris gewann er 2017 und 2018 die französische Meisterschaft sowie 2018 den französischen Pokal. Ab der Saison 2018/19 spielte Jesper Nielsen bei den Rhein-Neckar Löwen. Mit den Rhein-Neckar Löwen gewann er 2018 den DHB-Supercup. Ab dem Sommer 2021 stand er beim dänischen Erstligisten Aalborg Håndbold unter Vertrag. Zu Beginn der Saison 2022/23 gewann er mit Aalborg den dänischen Supercup, 2023/24 die Meisterschaft. Zur Saison 2024/25 wechselte er zum schwedischen Erstligisten Eskilstuna Guif.
Für die schwedische Nationalmannschaft bestritt Nielsen bisher 112 Länderspiele, in denen er 145 Tore erzielte. Er nahm an den Olympischen Spielen 2016 in Rio de Janeiro teil.

## Privates
Nielsens Freundin Frida Tegstedt spielt ebenfalls Handball. Zur Saison 2014/15 wechselt die schwedische Nationalspielerin zu den Spreefüxxen, der Frauenmannschaft der Füchse Berlin.

## Bundesligabilanz
| Saison    | Verein             | Spielklasse | Spiele | Tore | 7-Meter | Feldtore |
| --------- | ------------------ | ----------- | ------ | ---- | ------- | -------- |
| 2013/14   | Füchse Berlin      | Bundesliga  | 31     | 85   | 0       | 85       |
| 2014/15   | Füchse Berlin      | Bundesliga  | 36     | 66   | 1       | 65       |
| 2015/16   | Füchse Berlin      | Bundesliga  | 29     | 88   | 0       | 88       |
| 2018/19   | Rhein-Neckar Löwen | Bundesliga  | 19     | 19   | 0       | 19       |
| 2019/20   | Rhein-Neckar Löwen | Bundesliga  | 20     | 32   | 0       | 32       |
| 2020/21   | Rhein-Neckar Löwen | Bundesliga  | 22     | 3    | 0       | 3        |
| 2013–2021 | gesamt             | Bundesliga  | 157    | 293  | 1       | 292      |